# International Association of Astronomical Artists
Die International Association of Astronomical Artists (IAAA, Internationale Gemeinschaft der Astronomischen Künstler) ist eine Non-Profit-Organisation, dessen Mitglieder Projekte zum Thema Astronomische Kunst (Astronomical Art) organisieren und besuchen, die Bildung zur Astronomischen Kunst vorantreibt und internationale Verknüpfungen von Künstlern, deren Werke sich an der Erforschung des Universums orientieren, herstellt. Hauptbestandteil der Aktivitäten ist das Organisieren von Workshops.
Die IAAA wurde 1982 gegründet und 1986 als eine Gesellschaft für astronomische Künste registriert. Seither ist sie auf über 120 Mitglieder aus mehr als 20 Ländern angewachsen. Die Organisation dient ihren Mitgliedern als Netzwerk und Bezugsquelle. Während die ersten Künstler dieser Art (Lucian Rudaux und Chesley Bonestell in den 1930ern und 40ern) noch Realisten waren, sind viele der heutigen Künstler von Stilen wie Impressionismus, Expressionismus und Surrealismus beeinflusst, die Mehrheit jedoch ist, im Gegensatz zu Science-Fiction-Zeichnern, in Astronomie, Physik oder Mathematik ausgebildet und orientiert sich in ihren Werken nicht bloß an ihrer Fantasie.
Die Werke können von gegenwärtigen genauso wie von vergangenen oder zukünftigen Himmelserscheinungen geprägt werden und stellen sie aus einer Sichtweise dar, die meist kein Teleskop und keine moderne Technologie darstellen könnte. So wird versucht, imposante, aber glaubwürdige Kunstwerke zu schaffen, welche in Acryl- oder Ölfarben, mit Buntstiften oder Tinte bzw. mit Digitaltechnologie gefertigt werden.
Seit 2000 vergibt die IAAA jährlich den Lucien Rudaux Memorial Award in Erinnerung an den Space-Art-Künstler Lucien Rudaux.